# Jordi Buxadé
Jordi Buxadé Tonijuan fue un historietista español (Barcelona, 21/04/1930-1997), reconocido por el cultivo del western en todas sus vertientes.

## Biografía
Jordi Buxadé trabajó en revistas como "Florita", "Yumbo" y "Gaceta Junior".
Colaboró también con la Editorial Bruguera, donde intervino en El capitán Serafín y el grumete Diabolín (en alternancia con su creador Segura) y creó Smith y Cía. para "El DDT".